# Estat Sikh de Lahore
L'Estat Sikh de Lahore o Imperi Sikh fou un estat sobirà del subcontinent indi entre 1799 i 1849.
Va ser una potència regional amb seu a la regió de Punjab del subcontinent indi. Va existir des del 1799, quan el maharajà Ranjit Singh va capturar Lahore, fins al 1849, quan va ser derrotat i conquerit per la Companyia Britànica de les Índies Orientals a la Segona Guerra Anglo-Sikh. Es va forjar sobre els fonaments de la Khalsa a partir d'una col·lecció de misls autònoms. En el seu apogeu al segle XIX, l'imperi s'estenia des de Gilgit i el Tibet al nord fins als deserts de Sindh al sud i des del pas de Khyber a l'oest fins al Sutlej a l'est fins a Oudh. Es va dividir en quatre províncies: Lahore, que es va convertir en la capital sikh; Multan; Peshawar; i Caixmir de 1799 a 1849. Religiosament diversa, amb una població estimada de 4,5 milions el 1831 (el que el converteix en el 19è país més poblat de l'època), va ser l'última regió important del subcontinent indi a ser annexada per l'Imperi Britànic.
La formació de l'imperi va començar amb la captura de Lahore al seu governant Durrani, Zaman Shah Durrani. Ranjit Singh va ser proclamat maharajà del Punjab el 12 d'abril de 1801 (coincidint amb Vaisakhi), creant un estat polític unificat. Sahib Singh Bedi, descendent de Guru Nanak, va dirigir la coronació. La formació de l'imperi va ser seguida per l'expulsió progressiva dels afganesos del Punjab capitalitzant la decadència afganesa a les guerres afganeses-sikhs, i la unificació dels separats misls sikhs. Ranjit Singh va assolir el poder en un període molt curt, des de líder d'un sol misl fins a convertir-se finalment en el maharajà del Panjab. Va començar a modernitzar el seu exèrcit, utilitzant els últims entrenaments així com les armes i l'artilleria. Després de la mort del maharajà Ranjit Singh, l'imperi es va veure afeblit per la Companyia Britànica de les Índies Orientals que va alimentar les divisions internes i la mala gestió política. Finalment, el 1849, l'estat es va dissoldre després de la derrota a la Segona Guerra Anglo-Sikh.

## Història

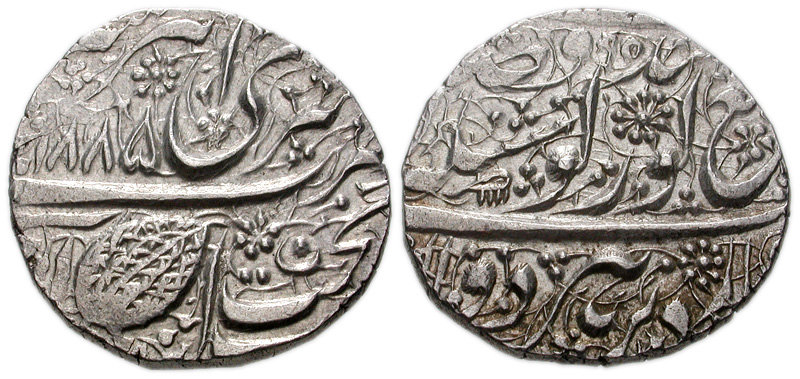
Monedes Nanakshahi de l'Imperi Sikh

Durant l'imperi mogol a l'Índia (1556-1707), diversos gurus sikh van ser assassinats pels mogols per oposar-se a la persecució de comunitats religioses minoritàries, i els sikh es van militaritzar i lluitar contra els mogols,
La família reial la va fundar el sardar Budh Singh, mort el 1716, al que va succeir el seu fill Naudh Singh mort el 1752. El seu successor fou el fill Charat Singh, sota el qual el poder dels diferents exèrcits sikhs (Sikh Khalsa) es va incrementar de manera notable per l'absència de contrapoders importants; va morir el 1774, deixant diversos fills entre els quals Mahan Singh, mort el 1792 i pare de Ranjit Singh. Aquest va estendre els territoris que el seu misl (banda) controlava i va aconseguir el nomenament com a governador de Lahore de l'emir de l'Afganistan el 7 d'abril de 1799 quan només tenia 19 anys. Fou coronat com a cap de la confederació de misls sikhs el 12 d'abril de 1801 i encara que per un temps la capital va estar a Gurjanwala, el 1802 la va traslladar definitivament a Lahore. Aquest mateix any va dominar Amritsar que fou una segona capital. En els seus dominis els musulmans eren el 60%, els sikhs el 25% i els hindús el 15%. Els diferents misls afiliats a la Sikh Khalsa unificada van ser considerats els nobles de l'estat. Diversos estats foren incorporats destacant Jammu el 1816 i Caixmir el 1819.
Ranjit Singh va morir a Lahore el 27 de juny de 1839 deixant diversos fills entre els quals el successor fou Kharak Singh que va morir un any després el 5 de novembre de 1840, deixant un fill, Nau Nihal Singh, de 20 anys, que va morir el 6 de novembre de 1840 i fou per tant nominal sobirà durant unes hores. La maharani Chand Kaur Kunwar (vídua de Kharak Singh) va agafar la regència amb el títol de Malika Muqaddasa (emperadriu inmmaculada) el 2 de desembre de 1840, però va renunciar als seus suposats drets al tron el 17 de gener de 1841, i va morir l'11 de juny de 1842. Va pujar al tron Sher Singh, germanastre de Kharak, que va morir el 15 de setembre de 1843. La successió va passar al seu germanastre Dhulip Singh (Dhuleep Singh) que va perdre la primera Guerra Sikh amb els britànics el 1846, quedant el seu poder molt reduït amb l'establiment del protectorat britànic el 9 de març de 1846; va perdre la segona Guerra Sikh (1848-1849) i el 22 de febrer de 1849 Dhulip Singh fou deposat; pel tractat signat a Lahore el 29 de març de 1849 va cedir el seu regne als britànics que van formar la província del Panjab el 8 d'abril de 1849. Dulip va morir al seu exili de París el 23 d'octubre de 1893.

## Demografia
Es va estimar que la població de l'imperi sikh durant l'època del govern de Ranjit Singh era d'uns 12 milions de persones. Hi havia 8,4 milions de musulmans, 2,88 milions d' hindús i 722.000 sikhs.
S'estima que la demografia religiosa de l'imperi va ser d'una mica més d'un 10% a un 12% sikh, un 80% musulmà i poc menys d'un 10% hindú. Surjit Hans va donar diferents números projectant retrospectivament el cens de 1881, situant els musulmans en el 51%, els hindús en el 40% i els sikhs al voltant del 8%, l'1% restant eren europeus. La població era de 3,5 milions el 1831, segons The Last Sunset: The Rise and Fall of the Lahore Durbar d'Amarinder Singh. Hans Herrli a The Coins of the Sikhs va estimar que la població total de l'imperi era d'uns 5,35 milions durant l'any 1838.
S'estima que el 90% de la població sikh en aquell moment, i més de la meitat de la població total, es concentrava a la part superior de Bari, Jalandhar i l'alta Rachna Doabs, i a les zones de la seva major concentració formaven al voltant d'un terç de la població. a la dècada de 1830; la meitat de la població sikh d'aquesta regió central es trobava a l'àrea coberta pels districtes posteriors de Lahore i Amritsar.
El 1839, s'havia produït un gran pogrom, anomenat Allahdad, dirigit als jueus locals de Mashhad a Qajar Pèrsia. Un grup de refugiats jueus perses de Mashhad, escapant de la persecució a casa seva a la Pèrsia Qajar, es van establir a l'Imperi sikh cap a l'any 1839. La majoria de les famílies jueves es van establir a Rawalpindi (concretament al barri de Babu Mohallah) i Peshawar. La majoria d'aquests jueus marxarien cap a l'Índia durant la partició de 1947.

## Economia
Ingressos en rupies, 1844:
| Sr  | Particulars         | Particulars       | Ingressos en rupies |
| --- | ------------------- | ----------------- | ------------------- |
| 1   | Hisenda de la Terra |                   |                     |
| 1.a |                     | Estats tributaris | 5.65.000            |
| 1.b |                     | Granges           | 1.79.85.000         |
| 1.c |                     | Eleemosinari      | 20.00.000           |
| 1.d |                     | Jaghirs           | 95.25.000           |
| 2   | Duana               |                   | 24.00.000           |
|     | Total               |                   | 3.24.75.000         |

Els ingressos de la terra eren la principal font d'ingressos, representant al voltant del 70% dels ingressos de l'estat. A més d'això, les altres fonts d'ingressos eren les duanes, els impostos especials i els monopolis.

## Llista de misls i maharajas
- Budh Singh ?-1716
- Naudh Singh 1716-1752
- Charat Singh 1752-1774
- Mahan Singh 1774-1792
- Ranjit Singh 1792-1839
- Kharak Singh 1839-1840
- Nau Nihal Singh 1840
- Chand Kaur Kunwar (reina) 1840-1841
- Sher Singh 1841-1843
- Dhulip Singh 1843-1849

## Residents i agents
- Henry Montgomery Lawrence 1846 - 1847, resident, 1847-1848 agent
- Frederick Currie agent 1848.1849